# SystemStarter
SystemStarter是Mac OS X中的系统程序，在Mac OS X v10.4之前，由Mac OS X的BSD风格init启动，在Mac OS X v10.4及其后续版本中，由launchd启动。它用于启动由一组属性列表指定的系统进程。SystemStarter最初由维尔弗雷多·桑切斯（Wilfredo Sanchez）为Mac OS X而写。它于Mac OS X v10.4中被弃用，转而推荐使用launchd，并只为那些没有转换到launchd的系统进程保留。